# Ümit Güney
Ümit Güney (* 1954 in Sinop, Türkei; † 28. Januar 2022 in Istanbul) war ein türkisch-deutscher Lektor, Herausgeber und literarischer Übersetzer. Er lebte ab 1977 in Hamburg.

## Leben
Güney, der an der Universität Hamburg Geschichte studierte, war Mitbegründer des Buntbuch-Verlags, der ab Ende der 1970er Jahre türkische Literatur in deutscher Sprache herausgab. Von 1978 bis 1981 gab Güney hier in Zusammenarbeit mit Norbert Ney verfasste Übertragungen von Nazim Hikmets Menschenlandschaften ins Deutsche (5 Bände) und Die Herde (1980) von Yilmaz Güney heraus, später u. a. weitere Übertragungen von Gedichtbänden Hikmets und das Märchen Die verliebte Wolke (1984). Auch eigene lyrische Versuche veröffentlichte Güney, z. B. in der Ausländer-Anthologie Sie haben mich zum Ausländer gemacht... ich bin einer geworden (1984). Den zusammen mit Hanne Egghardt herausgegebenen Band Aufbruch aus dem Schweigen (1985) mit Erzählungen von Frauen in der Türkei übernahm 1988 der Deutsche Taschenbuchverlag in sein Programm. Hier war er äußerst erfolgreich und erfuhr fünf Auflagen in zwei Jahren. Nach der deutschen Wiedervereinigung ging das anfängliche Interesse an übersetzter türkischer Literatur und der Kultur türkischer Gastarbeiter in Deutschland, das in den 80er Jahren neben dem Buntbuchverlag noch zahlreiche weitere Verlage hatte entstehen lassen, drastisch zurück und auch Buntbuch gab seine verlegerische Tätigkeit wieder auf.

## Werke
- Yilmaz Güney: sein Leben – seine Filme. Zusammen mit Jan Heijs, 1983

### Herausgeberschaft
- Aufbruch aus dem Schweigen. Zusammen mit Hanne Egghardt, 1984 (als Frauen in der Türkei in mehreren Auflagen bei dtv wiederveröffentlicht, 1988)

### Übersetzungen
- Nâzım Hikmet: Menschenlandschaften 1. Zusammen mit Norbert Ney, 1978
- Nâzım Hikmet: Menschenlandschaften 2. Zusammen mit Norbert Ney, 1978
- Nâzım Hikmet: Menschenlandschaften 3. Zusammen mit Norbert Ney, 1980
- Nâzım Hikmet: Menschenlandschaften 4. Zusammen mit Norbert Ney, 1980
- Nâzım Hikmet: Menschenlandschaften 5. Zusammen mit Norbert Ney, 1980
- Yilmaz Güney: Sürü – Die Herde. Zusammen mit Norbert Ney, 1980
- Nâzım Hikmet: Leben! Einzeln und frei wie ein Baum und brüderlich wie ein Wald, 1983
- Nâzım Hikmet: Die verliebte Wolke, 1984
- Nazim Hikmet: Nachtgedichte an meine Geliebte, 1985